# Obando
Obando é um município de  segunda classe de renda municipal (d) na província Bulacan, nas Filipinas. De acordo com o censo de 1 de maio  de  2020 possui uma população de 59 978 pessoas e 15 171 domicílios.